# SZD-50 Puchacz
SZD-50-3 Puchacz – dwumiejscowy szybowiec szkolno-treningowy produkcji polskiej. Zaprojektowany w Szybowcowym Zakładzie Doświadczalnym w Bielsku-Białej przez Adama Meusa.

## Historia szybowca

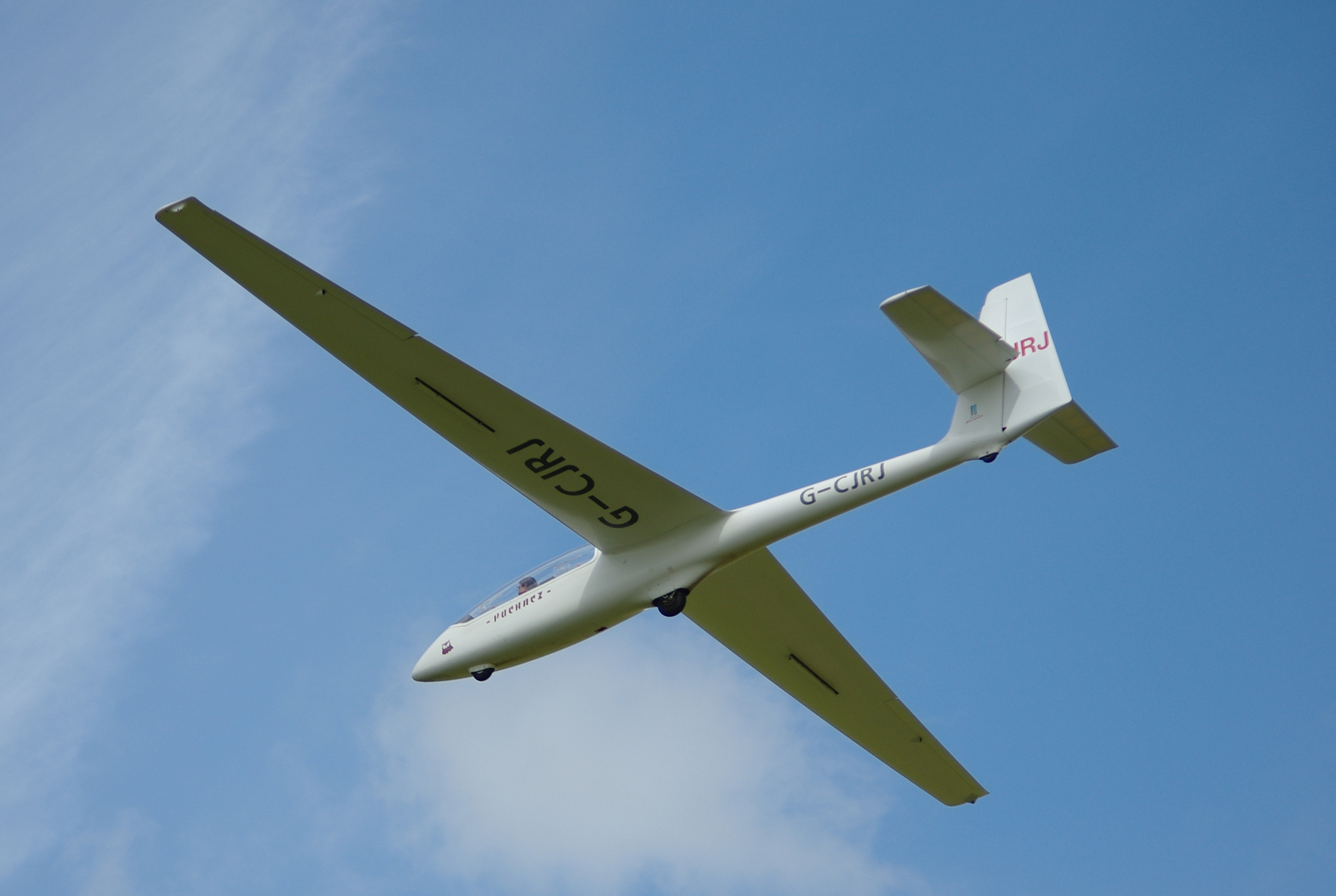
SZD-50-3 Puchacz w locie

Puchacza opracowano jako szybowiec mający zastąpić używane do tej pory szybowce szkolne "Bocian" i "Czapla". W celu przyspieszenia realizacji projektu i zmniejszenia jego kosztów zdecydowano się użyć wcześniej opracowanych konstrukcji: foremnik kadłuba wykonać przy wykorzystaniu makiety dziobu Jantara, a skrzydła z Ogara, do których SZD posiadały niewykorzystane foremniki.
Prototyp, SZD-50-1 Dromader, o znakach rejestracyjnych SP-3067, został oblatany w dn. 21 grudnia 1976 r. przez Adama Zientka na lotnisku w Bielsku. Drugi prototyp SZD-50-2 o znakach rejestracyjnych SP-3115 i już o zmienionej nazwie Puchacz został oblatany w dn. 20 grudnia 1977 r. również przez Adama Zientka. Nazwę zmieniono ponieważ, w tym samym czasie powstał PZL M18 Dromader. Trzeci prototyp, oznaczony SZD-50-3 oblatano 13 kwietnia 1979 r. i stał się podstawą do rozpoczęcia produkcji seryjnej. W stosunku do drugiego prototypu wprowadzono w nim zmiany poprzez przeniesienie wyżej mocowania usterzenia wysokości oraz poprawienie widoczności z tylnej kabiny przez dodanie trójkątnych okienek za kabiną. 
Pod koniec lat 90. opracowano wersję SZD-50-3A dostosowaną do wykonywania rozszerzonej akrobacji, w tym wykonywania lotu plecowego i niektórych figur odwróconych. 
Szybowiec okazał się bardzo udaną konstrukcją, wyprodukowano ok. 300 egzemplarzy, z czego blisko 200 sprzedano za granicę. Cena nowego SZD-50-3 w dn. 12.10.2012 r. wynosiła 59 950 EURO netto.

## Konstrukcja

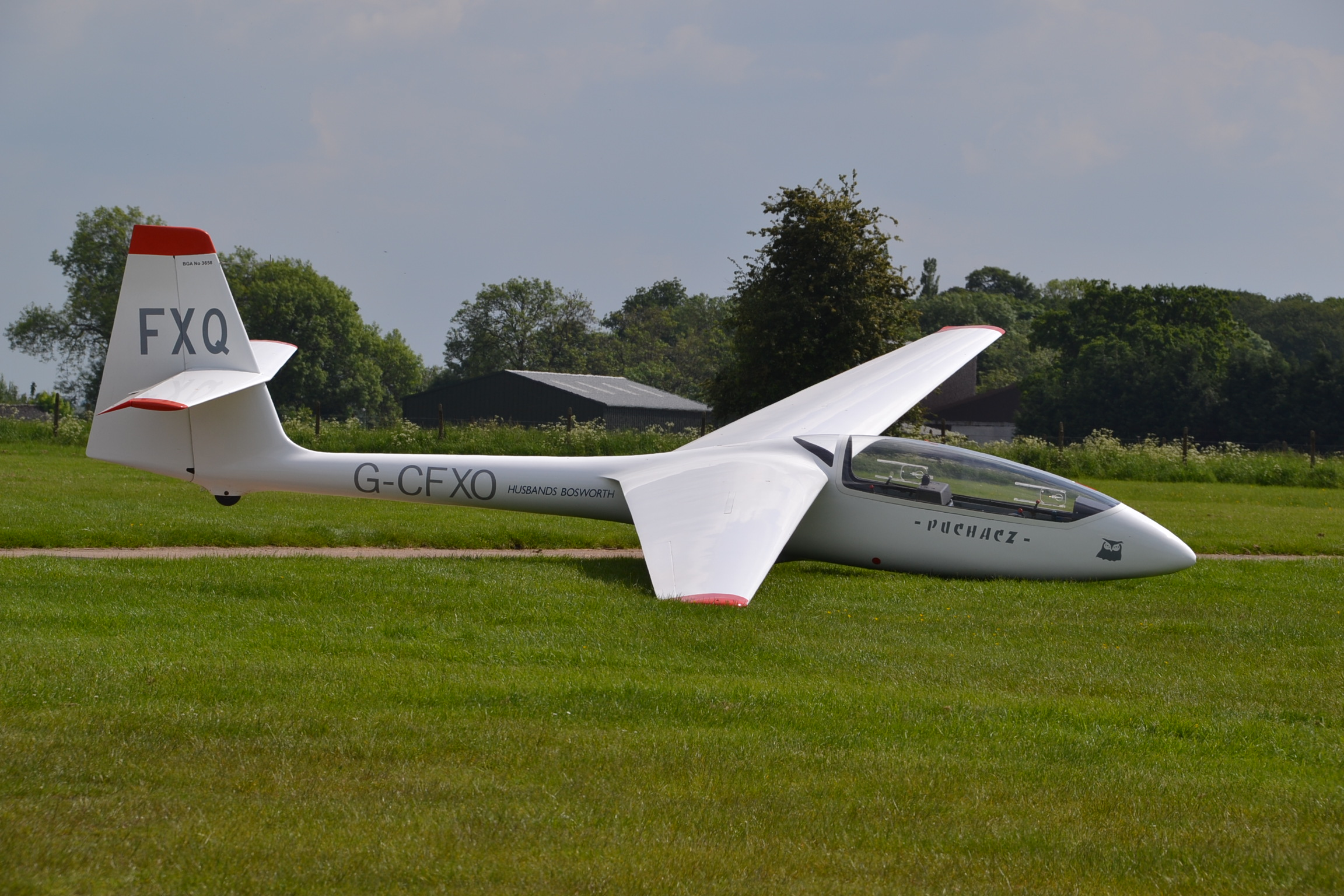
Puchacz użytkowany w Wielkiej Brytanii, 2014 r.

Puchacz jest górnopłatem o konstrukcji laminatowej. 
Podwozie stanowią dwa stałe koła w układzie jednośladu, pod kabiną. Koło główne wyposażone w hamulec tarczowy. Szybowiec posiada dwa kółka pomocnicze pod końcówkami skrzydeł, a także płozę ogonową. 
Skrzydła o konstrukcji półskorupowej z dźwigarem zrobionym z kompozytu przekładkowego, mają obrys trapezowy z ujemnym skosem i dodatnim wzniosem, są wyposażone w płytowe hamulce aerodynamiczne umieszczone na obu powierzchniach skrzydła.
Kadłub o konstrukcji laminatowej, wykonany jako całość ze statecznikiem pionowym. Kabina dwumiejscowa, wyposażona standardowo tylko w przednią tablicę przyrządów z prędkościomierzem, wariometrem, zakrętomierzem, busolą i wysokościomierzem. Większość szybowców użytkowanych w aeroklubach wyposażona również w tablicę przyrządów w drugiej kabinie oraz stelaż do mocowania zasłonki do lotów według przyrządów. Tablica przyrządów w tylnej kabinie umocowana jest na szkielecie limuzyny. Wysokość fotela pilota regulowana na ziemi, pedały przestawne w locie.
Usterzenie klasyczne, krzyżowe. Ster wysokości, o konstrukcji przekładkowej, usytuowany na stateczniku kierunku nad rurą kadłuba. Ster kierunku laminatowy, kryty płótnem.